# Chlorops vittatus
Chlorops vittatus är en tvåvingeart som först beskrevs av Christian Rudolph Wilhelm Wiedemann 1830.  Chlorops vittatus ingår i släktet Chlorops och familjen lövflugor. Inga underarter finns listade i Catalogue of Life.